# Rue Van Oost (Bruxelles)
Pour les articles homonymes, voir Rue Van Oost.
La rue Van Oost (en néerlandais : Van Ooststraat) est une rue bruxelloise de la commune de Schaerbeek qui va de la place du Pavillon à la place Eugène Verboekhoven.

## Histoire et description
La rue porte le nom d'un peintre belge, Jacob van Oost dit le vieux, né à Bruges en 1601 et décédé à Bruges en 1671.
La numérotation des habitations va de 1 à 67 pour le côté impair et de 2 à 76 pour le côté pair.

## Maisons remarquables
- le 40, rue Van Oost, hôtel de maître de style Art nouveau, d'après les plans du sculpteur marbrier Didier Froment (1866-1923).
- le 56, rue Van Oost, Immeuble de style "Art nouveau", 1903, par l'architecte Alex Desruelles.